# Pointe de Drône
Der Pointe de Drône ist ein Berg in den Walliser Alpen an der Grenze zwischen dem Aostatal in Italien und dem Kanton Wallis in der Schweiz. Er hat eine Höhe von 2949 m ü. M. und liegt nordwestlich des Grossen St. Bernhard-Passes.

## Geographie
Auf italienischer Seite liegt der Pointe de Drône nördlich des Vallée du Grand-Saint-Bernard, einem Seitental des Aostatals. Auf der Nordseite schliesst er das Combe de Drône, ein kleines Seitental des Val d’Entremont, gegen Süden ab.
An seinem Westhang liegen die drei kleinen Bergseen Lacs de Fenêtre.

## Tourismus
Um den Pointe de Drône führt der 12 Kilometer lange Wanderweg Nr. 210 Les cols du Grand-St-Bernard von Wanderland Schweiz, Marschzeit ca. 5 Stunden. Die Route ist teilweise mit Leitern versehen und mit Stahlseilen und Ketten gesichert.
Der Point de Drône ist im Winter ein beliebtes Ziel für Skitourenfahrer.